# Ian Bankier

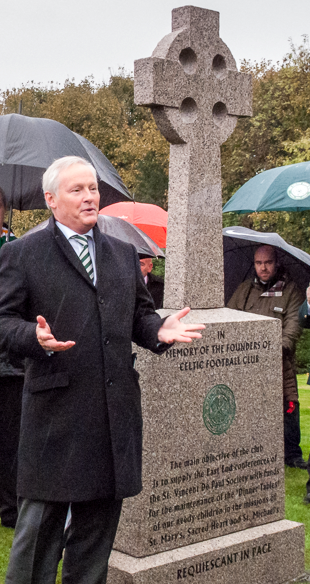
Ian Bankier spricht auf dem St. Peter’s Cemetery, Dalbeth in Glasgow, 2. November 2013

Ian Bankier (* 1952 in Schottland) ist ein britischer Sportfunktionär und Geschäftsmann. Er war zwischen den Jahren 2011 und 2023 Chief Executive Officer (Vorsitzender) des schottischen Fußballvereins Celtic Glasgow. Darüber hinaus ist er Besitzer einer Whisky-Shop-Kette in Großbritannien.

## Biografie

### Karriere
Bankier besuchte die St. Aloysius Primary school in Glasgow. Er studierte später Rechtswissenschaften an der University of Edinburgh, bevor er Partner der Glasgower Anwaltskanzlei McGrigor Donald wurde.
Im Jahr 1995 wurde Bankier Geschäftsführer von Burn Stewart Whisky Distillers und beaufsichtigte die Übernahme von CL Financial. Er wurde Geschäftsführer des späteren Whiskyunternehmens CL World Brands, bevor er 2004 aus dem Unternehmen ausschied.
Bankier ist derzeit Executive Chairman und Teilhaber von Glenkeir Whiskies, das eine Whisky-Shop-Kette betreibt, die zum größten britischen Fachhändler für Whiskys zählt. Bankier kaufte das Unternehmen im Jahr 2004 für 1,5 Millionen Pfund und besaß im Jahr 2010 bereits 15 Filialen in ganz Großbritannien und einen Jahresumsatz von 6 Millionen Pfund pro Jahr. Im Jahr 2012 hatte das Unternehmen auf 19 Filialen in Großbritannien expandiert.
Während des schottischen Unabhängigkeitsreferendums 2014 war er gegen die Unabhängigkeit Schottlands.

### Celtic Glasgow
Bankier kam im Juni 2011 zunächst als Non-executive Chairman zu Celtic Glasgow, bevor er im Oktober 2011 als Nachfolger von John Reid, Baron Reid of Cardowan zum 15. Vorsitzenden in der Geschichte des 1887 gegründeten Vereins wurde. Nach mehr als zehn Jahren als Celtic-Vorsitzender trat Bankier im Alter von 70 Jahren zum 1. Januar 2023 zurück. Sein Nachfolger wurde Peter Lawwell.

## Persönliches
Bankiers Tochter ist die schottische Badmintonspielerin Imogen Bankier.